# Suguru Tokuda
Pour les articles homonymes, voir Tokuda.
Suguru Tokuda (徳田 優, Tokuda Suguru), né le 31 mai 1994 à Miyazu, est un coureur cycliste japonais, membre de l'équipe Bridgestone.

## Palmarès
- 2012
  - 3e du championnat du Japon sur route juniors
- 2014
  - 2e du championnat du Japon sur route espoirs
- 2016
  - 2e du championnat du Japon sur route espoirs

## Classements mondiaux
| Année                                 | 2015 | 2016 | 2017 | 2018 | 2019  | 2020 | 2021  |
| ------------------------------------- | ---- | ---- | ---- | ---- | ----- | ---- | ----- |
| Classement mondial                    |      | nc   | nc   | nc   | 2103e | nc   | 2718e |
| UCI Asia Tour                         | 272e | nc   | nc   | nc   | 188e  | nc   | 226e  |
|                                       |      |      |      |      |       |      |       |
| Légende : nc = non classéSource : UCI |      |      |      |      |       |      |       |